# Fernando Delfini
Fernando Delfini (Isernia, 9 giugno 1940) è un pianista e direttore d'orchestra italiano.

## Biografia
Delfini ha studiato presso il Conservatorio San Pietro a Majella, diplomandosi in pianoforte, composizione, direzione di coro e direzione d'orchestra. Seguono corsi di perfezionamento in pianoforte con Arturo Benedetti Michelangeli (1964, Arezzo), in direzione con Sergiu Celibidache (1973, Bologna), Hans Swarowsky (1974, Vienna) e Franco Ferrara (1975, Roma) e in composizione con Goffredo Petrassi (1982, Siena)
Si laurea inoltre in Filosofia e Storia presso l'Università di Napoli con una tesi in Storia delle religioni.
Docente di pianoforte nei conservatori italiani, insegna dal 1967 al Conservatorio di Reggio Calabria e dal 1980 al Conservatorio di Napoli. Svolge attività didattica anche presso il Conservatorio Reale di Madrid.
La sua carriera pianistica inizia con la vittoria di due dei più importanti concorsi pianistici nazionali dell'epoca, quello di Trieste (1961) e di Genova (1964). Si esibisce in seguito in sale come La Fenice di Venezia, Teatro Comunale di Bologna, Teatro Carlo Felice di Genova, San Carlo di Napoli, Sferisterio di Macerata e in altre città europee e americane. I programmi eseguiti comprendono musiche di Scarlatti, Mozart, Beethoven, Brahms, Liszt e Schönberg. Esegue inoltre musica da camera in duo con Pierre Fournier (1965-1967) e Ricardo Odnoposoff (1967-1970).
È degli anni iniziali della sua carriera (1962) la collaborazione con la RAI come curatore delle musiche di scena per la registrazione, presso la sede di Napoli, del ciclo di commedie di Eduardo De Filippo.
La conoscenza dell'opera lirica lo indirizza verso la direzione d'orchestra. A lungo, in qualità di maestro sostituto di Franco Capuana, prepara ed accompagna i più grandi cantanti lirici del tempo come Mario del Monaco, Renata Tebaldi, Elena Souliotis, Ettore Bastianini, Ebe Stignani, Boris Christov, Magda Olivero. Nel 1971 fa il suo debutto dirigendo al San Carlo di Napoli il Don Giovanni di Mozart e in seguito dirige in tutta Europa.
Dal 1984 al 1987 è direttore dell'Orchestra del Teatro Lirico di Valladolid; dal 1987 al 1990 ad Hilversum è direttore della masterclass "Opera Lirica". Nel 1990 dirige Carmen di Bizet a Il Cairo e nel 1991 dirige Norma di Bellini nella stessa città.
Nel 2002 effettua una tournée in America Latina: Teatro Colon di Bogotà (La forza del destino di Giuseppe Verdi), Caracas Teatro Teresa Careno (Lucia di Lammermoor di Gaetano Donizetti), Brasilia, Teatro Villa Lobos (Il Barbiere di Siviglia di Gioachino Rossini), San Paulo Teatro Municipale (Requiem di Verdi), Rio de Jainero Teatro Municipale (I vespri siciliani).
Nel biennio 2003-2004 è direttore dell'Orchestra dell'Auditorium del Sodre di Montevideo e a New York, alla Juilliard tiene la masterclass "Opera Lirica".
Dal 2005 è Primo Direttore invitato dell'Orchestra Sinfonica di Denver.
Dal 2008 è stato Direttore musicale ed artistico dell'Orchestra Sinfonica Real Musical di Madrid.
Negli anni 2013-2014-2015 tiene la masterclass "Opera lirica" al Liceu di Barcellona.